# Pierre (remède)
Pour les articles homonymes, voir Pierre.
Une pierre était un remède pharmaceutique d'aspect solide, ainsi rangé comme forme galénique avec les trochisques, notamment dans la pharmacopée maritime occidentale au XVIIIe siècle. La provenance, naturelle ou par fabrication, des pierres était très diverse, mais tous les remèdes rangés sous cette appellation étaient d'usage externe pour toute affection localisée de la peau, cautérisation notamment. La forme solide est celle qui lui est donnée pour sa conservation et son transport ; en présence du patient, la pierre peut être employée sous une autre forme.

## Pierre médicamenteuse
Selon Dorvault (1875), la pierre médicamenteuse était préparée avec les ingrédients suivants, seulement séchés au four :
- alun : 30 g ;
- céruse : 30 g ;
- bol d'Arménie : 30 g ;
- sulfate de zinc : 125 g ;
- sel ammoniac : 15 g ;
- vinaigre : 30 g.

Il précise qu'on l'appliquait en solution chaude sur les ulcères et qu'elle pouvait ainsi être injectée dans les fistules. La pierre médicamenteuse, la pierre à cautères et la pierre infernale étaient les pierres de la pharmacopée maritime occidentale au XVIIIe siècle .

## Pierre à cautères
La pierre à cautères avait pour but d'entretenir la suppuration d'une incision faite dans ce but dans la peau pendant dix à trente minutes. Cette pierre à base de potasse caustique à la chaux et de chaux vive était préalablement amollie avec de l'eau-de-vie.
En raison de leur causticité, les cendres gravelées sont utilisées dans la composition de la pierre à cautère, qui se fait avec une partie de chaux vive, et deux parties de cendres gravelées.

## Pierre infernale
La pierre infernale, Lapis infernalis en latin, était du nitrate d'argent fondu, fabriquée avec des cristaux de lune et de l'esprit de nitre. Elle était un caustique des plus violents et son application devait être légère et contrôlée. Elle servait donc à nettoyer de leurs divers aspects indésirables, les affections ou processus normaux (suppuration, cicatrisation) touchant la peau. Sa nature et son usage sont donc analogues à ceux du « crayon au nitrate d'argent » ; d'ailleurs, la pierre infernale, sensible à l'humidité, était souvent transportée dans un « étui à crayon » .

## Pierre à venin
Les pierres à venin, souvent d'anciennes haches polies néolithiques en variolite, étaient utilisées en Haute-Loire pour soigner les morsures de serpent ou les piqures d'insecte,.